# Hadena exornata
Hadena exornata är en fjärilsart som beskrevs av Walker 1858. Hadena exornata ingår i släktet Hadena och familjen nattflyn. Inga underarter finns listade i Catalogue of Life.